# Cornil
Cornil település Franciaországban, Corrèze megyében. Lakosainak száma 1283 fő (2022. január 1.). Cornil Aubazines, Chameyrat, Le Chastang, Sainte-Fortunade és Saint-Hilaire-Peyroux községekkel határos.

## Népesség
A település népességének változása:
| Lakosok száma | 1564 | 1515 | 1423 | 1391 | 1399 | 1401 | 1340 | 1308 | 1308 | 1283 |
|               | 1968 | 1982 | 1990 | 2006 | 2013 | 2015 | 2017 | 2019 | 2020 | 2022 |